# The Last Panthers
The Last Panthers ist eine Thriller-Fernsehserie. Es handelt sich um eine europäische Gemeinschaftsproduktion von Sky Atlantic und Canal+. Showrunner ist Jack Thorne und Regie führte Johan Renck. Inspiriert wurde die Serie von der Geschichte der Pink Panthers, einer berüchtigten Juwelendiebesbande aus der Balkanregion. Die sechsteilige Serie hatte in Frankreich am 26. Oktober 2015 auf Canal+ und in England, Irland, Italien, Deutschland und Österreich am 12. November 2015 auf Sky Atlantic Premiere. Im Frühling 2016 lief sie in den USA auf SundanceTV.

## Handlung
Ein blutiger Juwelenraub in Marseille wirft verschiedene Menschen in den Strudel der europäischen Unterwelt, die von fragwürdigen Allianzen zwischen Gangstern und Bankern beherrscht wird:
Die serbische Räuberbande um den ehemaligen Pink Panther Milan sowie die unter Kriegstrauma leidende Schadensreguliererin Naomi und Tom, ihr ruchloser Chef beim Versicherungskonzern und der junge Polizeikommissar Khalil, der mit einer schnellen Karriere versucht, seinem Milieugeruch zu entkommen. Für alle Figuren ist die Reise quer durch Europa auch eine Reise zu ihren verdrängten Ängsten aus der Vergangenheit.

## Figuren
- Naomi (Samantha Morton) ist eine britische Schadensreguliererin eines Versicherungskonzerns, die bei hoffnungslosen oder sehr teuren Fällen eingesetzt wird, um die gestohlenen Wertgegenstände um jeden Preis wiederzubeschaffen. Sie hat aus dem Jugoslawienkrieg, in dem sie als UNO-Blauhelm im Einsatz war, ein Kriegstrauma mitgenommen, welches sie nun wieder verfolgt, weil sie auf der Spur von Milans Bande zurück in den Balkan muss.
- Khalil (Tahar Rahim) ist ein junger Kriminalbeamter mit algerischen Eltern. Er agiert selbstbewusst und karriere-orientiert, scheint sich mit dem beruflichen Erfolg von seiner Herkunft abheben zu wollen. Unorganisiert lebt er bei seinen Eltern. Er nutzt alte Kontakte, um seine Spuren im Fall zu verfolgen.
- Milan (Goran Bogdan) ist ein Pink Panther, aus seiner Jugendzeit hat er den Spitznamen das Tier, weil er keinen Respekt kannte und auch gegenüber Gangsterbossen selbstbewusst auftrat. Ein familiärer Schicksalsschlag mit seinem Bruder zwingt ihn dazu, nach langer Zeit wieder einen Raubüberfall auf den Juwelier durchzuführen.
- Tom (John Hurt), Naomis Vorgesetzter im Versicherungskonzern, der unerbittlich gegenüber den Verbrechern ist und selbiges auch von Naomi einfordert. Ein MI6-Veteran.

## Besetzung und Synchronisation
Die deutsche Synchronisation entsteht nach einem Dialogbuch von Theodor Dopheide und unter der Dialogregie von Natascha Schaff durch die Synchronfirma Arena Synchron GmbH in Berlin.
| Rollenname       | Schauspieler          | Hauptrolle | Nebenrolle | dt. Synchronisation |
| ---------------- | --------------------- | ---------- | ---------- | ------------------- |
| Naomi Franckom   | Samantha Morton       |            |            | Susanne Geier       |
| Milan Celik      | Goran Bogdan          |            |            | Frank Schaff        |
| Khalil Rachedi   | Tahar Rahim           |            |            | Tommy Morgenstern   |
| Tom Kendle       | John Hurt             |            |            | Fred Maire          |
| Zlatko           | Igor Bencina          |            |            |                     |
| Milomir          | Nikola Djuricko       |            |            |                     |
| Nadim Jeune      | Yann Ebonge           |            |            |                     |
| James Davis      | Kobna Holdbrook-Smith |            |            | Gerrit Hamann       |
| Oman             | Moussa Maaskri        |            |            |                     |
| Nadim            | Adama Niane           |            |            |                     |
| Kirsty Wilkinson | Natasha O’Keeffe      |            |            | Sonja Spuhl         |
| Fatima           | Farida Rahouadj       |            |            | Arianne Borbach     |
| Karla            | Chloe Pirrie          |            |            |                     |

## Produktion
Produziert wurde die Serie von zwei Produktionsfirmen, der französischen Haut et Court TV (bekannt für „Les Revenants“) und der britischen Warp Films (produziert u. a. auch „This is England“) im Auftrag von Sky Atlantic und Canal+.
Ein musikalischer Marketing-Coup gelingt den Produzenten am 6. Oktober 2015 mit der Meldung, dass ein neuer Song („Blackstar“, später erschienen auf dem gleichnamigen Album Blackstar) von David Bowie der Titelsong der Serie wird. Daniel Krep vom Rolling Stone Magazin fühlt sich bei dem Song an die „bleak, haunting instrumentals on the back half of Bowie’s 1977 album Heroes“ erinnert. Der Regisseur Johan Renck (für alle Folgen) sagte zu Bowie und dem Lied: „Das Musikstück, das Bowie vor uns entfaltet, verkörpert jeden Aspekt unserer Figuren und der Serie selbst: düster, brütend, schön und sentimental (im besten Sinne des Wortes). Bowie inspiriert und fasziniert mich ständig und im Verlaufe der Arbeit war ich überwältigt von seiner Großzügigkeit.“
Beim Entstehungsprozess der Drehbücher bekam Renck Unterstützung durch den Journalisten Jerome Pierrat, der die wahre Geschichte der Pink Panther intensiv recherchierte. Bis 2009 führten die Pink Panther mehr als 120 Diebstähle in Europa und Asien durch und erbeuteten dabei Schmuck im Wert von mehr als 500 Mill. Euro. Im Zuge seiner Arbeit stand Pierrat sowohl mit der Polizei als auch mit den Kriminellen in Kontakt.

## Rezeption

### Kritik
Andreas Büsche bezeichnet das Setting, das Jack Thorne gewählt hat als einen postdemokratischen Raum. Die entsprechende Farbwahl durch den Kameramann Laurent Tangy erinnere ihn an die Filme von Tarkowski. Die ästhetischen Aspekte sprechen für ihn für einen gelungenen Versuch, Erfolgen des neueren US-amerikanischen Serienfernsehens wie True Detective oder House of Cards ein europäisches Pendant entgegenzusetzen. Vorsichtig begeistert erwähnt Busche „Die Prinzipien der Entschleunigung und der ausschweifenden Exposition“, die zwar auch ihr Äquivalent bei qualitativ hochwertigen US-Serien findet, aber im Verlauf der Serie zeigen muss, dass sie den Plot trägt.
Anna Meinecke nennt die Figuren „irgendwie gequälte Seelen, gebrochene Charaktere, die ganz wesentlich die Hingabe an ihren ganz individuellen Weg und ihre vielleicht noch individuellere Wahrheit eint“.